# Sublime Text
Sublime Text è un editor di codice sorgente proprietario multipiattaforma con un'interfaccia API (application programming interface) Python. Supporta nativamente molti linguaggi di programmazione e linguaggi di markup e le funzioni possono essere aggiunte dagli utenti con plug-in, in genere creati dalla comunità e gestiti con licenze di software libero.

## Caratteristiche
Di seguito è riportato un elenco di funzionalità di Sublime Text:
- "Goto Anything", navigazione rapida a file, simboli o linee
- La "palette dei comandi" utilizza la corrispondenza adattativa per una rapida chiamata alla tastiera di comandi arbitrari
- Modifica simultanea: esegue contemporaneamente le stesse modifiche interattive a più aree selezionate
- API di plugin basate su Python
- Preferenze specifiche del progetto
- Ampia possibilità di personalizzazione tramite i file di impostazioni JSON, incluse le impostazioni specifiche del progetto e specifiche della piattaforma
- Cross-platform (Windows, macOS e Linux) e plugin di supporto per multipiattaforma.
- Compatibile con molte grammatiche linguistiche di TextMate